# Dieter Hein

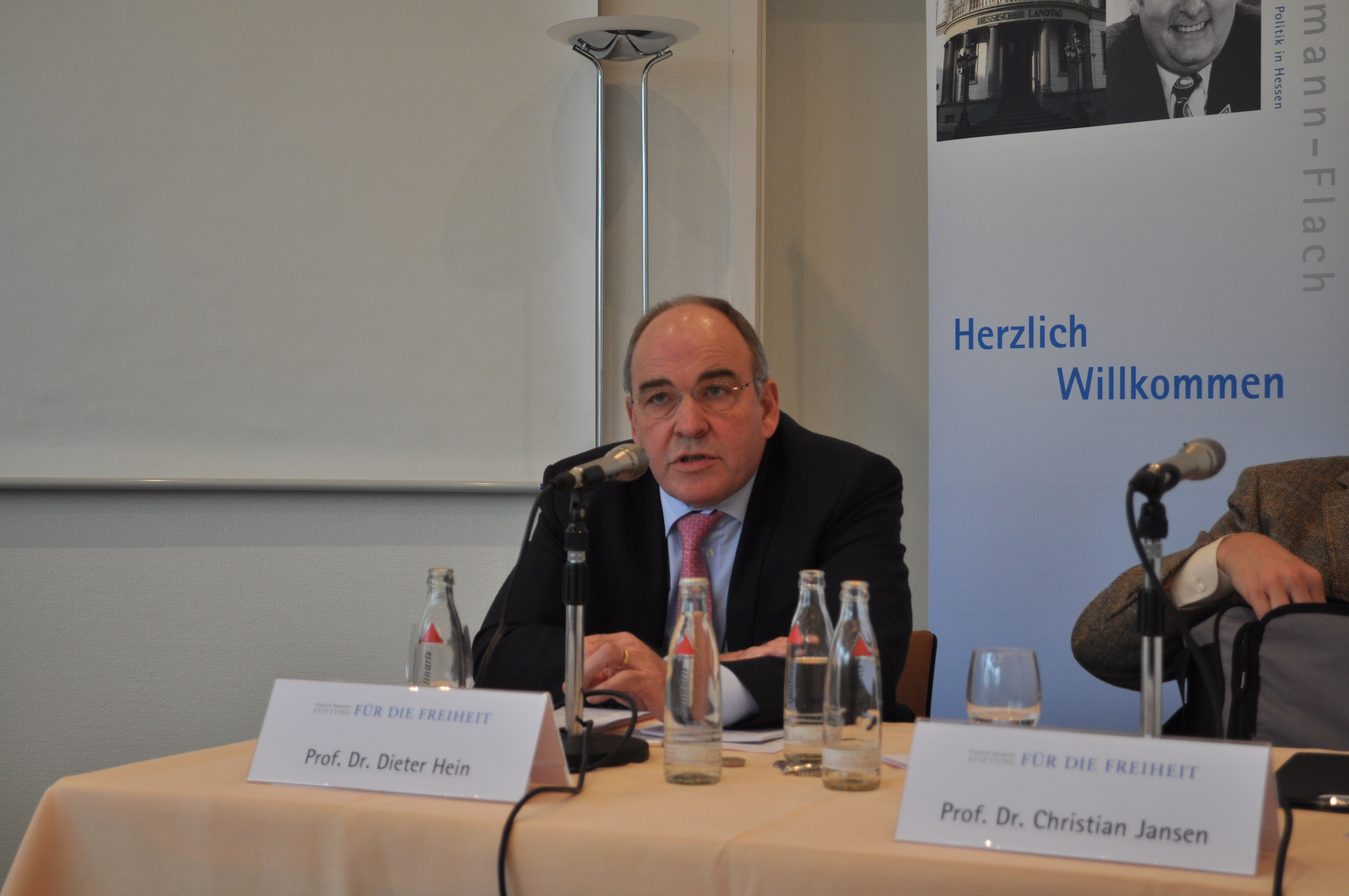
Dieter Hein auf dem Kolloquium des Archivs des Liberalismus, 2011

Dieter Hein (* 20. Oktober 1951 in Düsseldorf) ist ein deutscher Historiker und seit 2002 außerplanmäßiger Professor für Geschichte an der Universität Frankfurt am Main.

## Leben
Nach einem Studium der Geschichte, Germanistik und Publizistik an den Universitäten Bochum, Berlin und Frankfurt am Main war Hein von 1979 bis 1994 Wissenschaftlicher Mitarbeiter bzw. Wissenschaftlicher Assistent am Lehrstuhl von Lothar Gall. Er wurde 1983 mit einer Arbeit zur Entstehung der Freien Demokratischen Partei (FDP) nach 1945 promoviert und habilitierte sich 1995 mit einer Untersuchung zur Bürgertumsgeschichte in Baden, beides an der Universität Frankfurt. Von 1983 bis 1988 wirkte er als Redaktionsassistent der Historischen Zeitschrift. Er nahm Lehrstuhlvertretungen in Frankfurt am Main und Trier wahr. Von 1997 bis 2010 war er Wissenschaftlicher Mitarbeiter in verschiedenen drittmittelfinanzierten Forschungsprojekten. Von 2012 bis 2016 war er Wissenschaftlicher Mitarbeiter im Zentrum zur Vermittlung geisteswissenschaftlicher Kernkompetenzen an der Universität Frankfurt.
Heins Arbeitsschwerpunkte sind die Geschichte des Bürgertums und der bürgerlich-liberalen Bewegung, die Revolution von 1848/49, die Geschichte des Stiftungswesens und Mäzenatentums sowie die Sozial- und Kulturgeschichte politischer Ideen.
1984 wurde Hein für seine Dissertation mit dem Wolf-Erich-Kellner-Preis ausgezeichnet. Er ist Mitglied im Auswahlausschuss für Stipendien der Friedrich-Naumann-Stiftung für die Freiheit.

## Werke (Auswahl)
- Zwischen liberaler Milieupartei und nationaler Sammlungsbewegung. Gründung, Entwicklung und Struktur der Freien Demokratischen Partei 1945–1949. Droste Verlag, Düsseldorf 1985, ISBN 3-7700-5127-0 (zugleich: Universität Frankfurt, phil. Diss., 1984).
- Stadt und Bürgertum in Baden. Karlsruhe und Mannheim vom Ancien Régime bis zur Revolution 1848/49. Frankfurt am Main 1995, OCLC 915370224 (zugleich: Universität Frankfurt, Habil.-Schrift).
- mit Lothar Gall: Fragen an die deutsche Geschichte. Ideen, Kräfte, Entscheidungen von 1800 bis zur Gegenwart. Historische Ausstellung im Reichstagsgebäude in Berlin. Katalog. Hrsg. v. Deutschen Bundestag. 9.–18. Aufl. Bonn 1983–1994. 
  - Fragen an die deutsche Geschichte. Wege zur parlamentarischen Demokratie. Historische Ausstellung im Deutschen Dom in Berlin. Katalog. Hrsg. v. Deutschen Bundestag. 19., völlig neu bearb. Auflage. Bonn 1996, ISBN 3-924521-96-4.
- mit Andreas Schulz (Hrsg.): Bürgerkultur. Bildung, Kunst und Lebenswelt im 19. Jahrhundert. Beck, München 1996, ISBN 3-406-41132-0.
- Die Revolution von 1848/49. 3., durchges. Auflage, Beck, München 2004, ISBN 3-406-45119-5.
- Im Zug der Zeit. Die Sparda-Bank Frankfurt am Main 1903–2003. Piper, München 2002, ISBN 3-492-04480-8.
- Deutsche Geschichte in Daten. Beck, München 2005, ISBN 3-406-52819-8.
- mit Hans-Werner Hahn (Hrsg.): Bürgerliche Werte um 1800. Entwurf – Vermittlung – Rezeption. Böhlau, Köln/Weimar 2005, ISBN 3-412-16904-8.
- Deutsche Geschichte im 19. Jahrhundert. C. H. Beck, München 2016, ISBN 978-3-406-67507-2.